# Geometra diffluata
Geometra diffluata är en fjärilsart som beskrevs av Marschner 1932. Geometra diffluata ingår i släktet Geometra och familjen mätare. Inga underarter finns listade i Catalogue of Life.